# Celui...
Vous lisez un « bon article » labellisé en 2012.
Singles de Colonel Reyel
Toutes les nuits
(2010)
Celui… est une chanson du chanteur français Colonel Reyel extraite de son premier album studio Au rapport, édité en 2011. Le titre est sorti le 20 décembre 2010 en tant que premier single de cet album. La chanson est écrite par Colonel Reyel et Arslan H-i Deniz, la production étant menée par Pédro 'Krys' Pirbakas.
En 2010, le label Wagram Music intègre le single à sa compilation estivale 100 % Ragga zouk mixée par DJ Doug. Celui… est composée sur le riddim de la chanson Hold You de Gyptian. Dans les paroles de la chanson, Colonel Reyel raconte l'histoire d'un homme amoureux d'une femme qui est en couple.
La chanson est un succès commercial, le single se classant numéro un des ventes en France et à la neuvième position en Belgique francophone. Cependant, la chanson n'est pas un succès critique, les journalistes soulignant des textes de faible qualité et un manque d'originalité.

## Genèse
DJ DOUG, qui possède un home studio, produit le titre Celui.... et le propose à Colonel Reyel afin d'essayer d'adopter un style et un format dans les standards commerciaux. Au départ, la chanson est présente sur la compilation 100 % Ragga zouk mixé par DJ DOUG lui-même et distribuer par le label Wagram Music.
Par la suite, une fan de DJ DOUG poste le titre « Celui » sur Youtube, de là s'enchaine le buzz... 
C'est donc à ce moment-là que les radios s'y  intéressent et commencent à jouer le single qui par la suite connaitra un vif succès qui poussera le Label "Play On" à signer l'artiste puis à  produire l'album "Au rapport".

## Composition et paroles

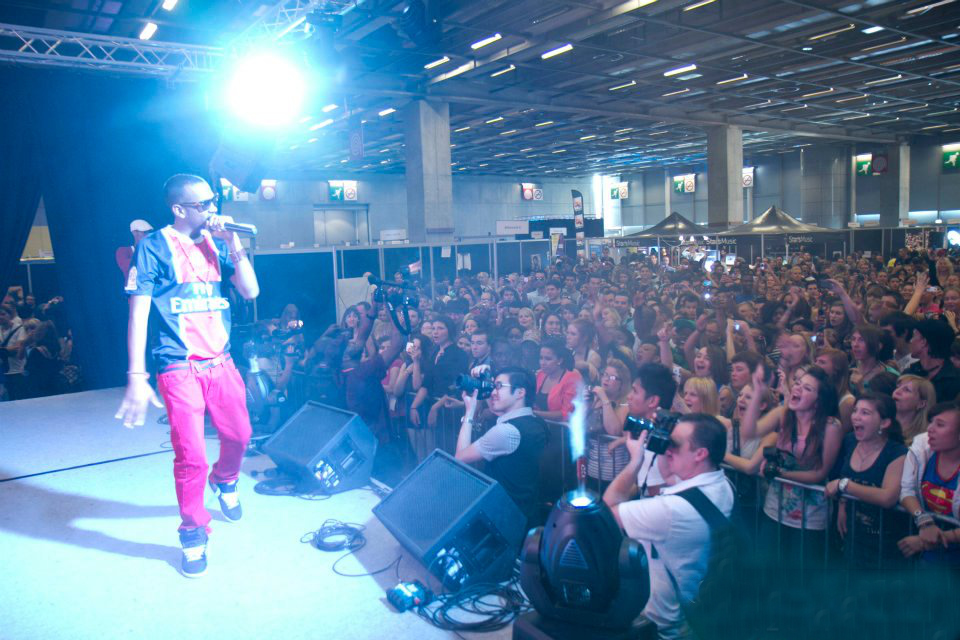
Colonel Reyel lors de Music Expo en 2011.

Celui… est une chanson au style ragga-dancehall écrite par Colonel Reyel et composée par DJ DOUG. La voix du chanteur est traitée (correction automatique de la justesse ou "auto-tune"). La chanson est composée sur un schéma classique, avec une introduction suivie de quatre cycles couplet-refrain, sur un battement par minute de 93. L'instrumentation est réalisée avec des synthétiseurs et inclut des sonorités de batterie, de basse, de piano, de claviers et de cordes. L'introduction est composée par des arpèges au piano sur des accords de mi mineur, do majeur, sol majeur puis ré majeur, lesquels se poursuivent ensuite sur le premier couplet, où commence le chant, puis sur le premier refrain qui est alors accompagné d'une basse. La batterie apparait alors sur le deuxième couplet, puis l'instrumentation reste la même pour les couplets et les refrains jusqu'au refrain final. Alors que le début de la chanson est en tonalité de sol majeur, le dernier refrain est l'objet d'une modulation au ton supérieur, la chanson passant alors en la majeur.
Dans la chanson, Colonel Reyel parle d'un homme amoureux d'une femme qui est en couple. Il explique que ce texte parle à la fois aux hommes et aux femmes, bien qu'il conçoit que les femmes ont « probablement plus de facilités à parler de leurs sentiments, et seront peut être plus sensibles à ce que je vais dire. Les mecs ont plus de fierté et n'oseront pas dire qu'ils ont été touchés par une chanson d'amour. Mais au final, ça s'adresse à tout le monde ». Reyel explique qu'il ne faut pas prendre le côté lover et sûr de soi au premier degré en expliquant que dans les paroles de la chanson « il faut que je redescende sur terre car je n'ai pas encore son [téléphone]. Ça veut dire qu'au final je me fais un film, et qu'il n'y a rien de concret. C'est vraiment ce que je suis dans la vie, je suis quelqu'un d'assez réservé, d'assez timide, et je le retranscris dans ma musique. Je n'ai pas l'impression d'être vraiment sûr de moi dans mes textes. Ce n'est vraiment pas le discours d'un mec macho ou sûr de lui, au contraire ». Dans les paroles de la chanson, il fait référence au criminel français Jacques Mesrine et sa compagne Sylvia Jeanjacquot, ainsi qu'au chanteur Doc Gynéco et au titre (zouk) Je fonds de la chanteuse Kim.

## Accueil

### Accueil critique
La chanson reçoit majoritairement des critiques négatives de la part des journalistes, qui soulignent un texte faible et un manque d'originalité.
Frédéric Mangard de Charts in France fait remarquer lors de sa critique de l'album qu'Au rapport rassemble des morceaux autour de l'amour « le tout non sans une certaine maladresse textuelle ». Quant à Thierry Cadet de la même publication, il explique « ne nous le cachons pas, ce single n'a rien d'original », avant d'ajouter dans un autre article avec sarcasme qu'il s'agit d'un « chef-d'œuvre poétique de la chanson française made in dancehall ».
Jean-Éric Perrin de Music Story relève que Celui…, comme le deuxième single de l'album Toutes les nuits, sont des chansons « dédiée[s] à l’amour courtois ». Il note la présence de l'« éternel triangle amoureux ». Plus généralement Perrin explique que « la poésie urbaine de Colonel Reyel baigne dans un romantisme fleur bleue qui lui ouvrira certainement l’intérêt des jeunes filles rêveuses », mais que « recentré sur cet alliage de zouk, R&B et ragga qui fait florès aux Antilles, Colonel Reyel chante avec la candeur nécessaire et la juvénilité de rigueur, la voix bien au devant d’une couleur musicale sans aspérité ». Sonia Ouadhi de Music Actu reconnait que « Colonel Reyel ne propose rien de très innovant », mais que les morceaux de l'album Au rapport « ont le mérite d'apporter un peu de fraîcheur et de soleil sur la scène musicale actuelle trustée par la dance et l'electro ».

### Accueil commercial et promotion
Celui… est très bien accueilli commercialement en France. Le single se classe pour la première fois à la 2e place du classement des ventes de singles le 29 janvier 2011. Les 5 premières semaines, la chanson se classe dans le top 5 des ventes de single en France. La semaine du 5 mars 2011, la chanson se classe à la première place. La semaine suivante, elle est remplacée par le deuxième single Toutes les nuits de Colonel Reyel à la première place. Le single reste classé pendant 28 semaines consécutives dans le classement. Le titre se classe dans le classement de fin d'année 2011 à la 11e place des singles les plus vendus.
En Belgique francophone, le single se classe pendant 23 semaines consécutives, il atteint sa meilleure position les semaines du 5 mars, 12 mars et 2 avril 2011. Le titre se classe à la 19e place des téléchargements de singles et à la 9e place du classement airplay. En Belgique néerlandophone, le single se classe à la 38e place des téléchargements de singles la semaine du 14 mai 2012.
En 2010, avant sa sortie en single la chanson est intégrée dans la compilation du label Wagram Music. Puis à la suite du succès commercial de la chanson, elle est intégrée dans plus d'une quinzaine de compilations, dont celles de radios telles que NRJ, Fun Radio ou de la chaîne musicale M6 Music, ainsi que dans l'album du Collectif Paris Africa au profit de l'UNICEF.
Une version avec des paroles moitié en français et moitié en anglais figure sur le CD 2 titres sorti dans certains pays (mais pas en France) (Code-barres EAN : 052498706327), et dont la pochette est différente (Colonel Reyel apparait vêtu en veste militaire kaki et des lunettes noires au lieu de son portrait façon pop-art).

## Clip vidéo
Celui… est illustrée d'un « clip ensoleillé et haut en couleur ». Le clip, tourné au Gosier en Guadeloupe, contient plusieurs scènes mettant en scène Colonel Reyel. Sur l'une des scènes, il se présente face à la caméra devant un fond noir habillé d'une chemise blanche et d'un gilet noir, un peu plus tard dans la même configuration il porte une chemise kaki. Dans une autre scène, de profil, il chante sur fond de lever de soleil. Dans la scène principale, il est serveur dans un restaurant, et la femme qu'il veut séduire est une cliente accompagnée de son compagnon. Dans les scènes suivantes, il imagine ce qu'il pourrait faire comme activités avec la femme.
Sur la plateforme de vidéo YouTube, le clip vidéo de la chanson est la plus vue en France en 2011.

## Reprises
En 2011, Pierre Bellanger, fondateur et P-DG de la radio Skyrock, est démis de ses fonctions de directeur général. La radio connait alors une crise, les employés craignent pour leur avenir. Colonel Reyel effectue une nouvelle version de Celui… en soutien à la radio. Colonel Reyel entonne dans cette nouvelle version « Se dire que quelqu'un veut la détourner est malhonnête car les soldats de Skyrock ne sont pas des marionnettes / Laisse-moi être celui, qui soutient Skyrock / Oui celui qui la défend non-stop ».
En septembre 2011, lors du passage télévisée de Colonel Reyel dans l'émission de Laurent Ruquier On n'est pas couché sur France 2, les humoristes Arnaud Tsamere et Jérémy Ferrari décident d'intervertir les paroles de Celui… avec la musique de Toutes les nuits afin de montrer que les mélodies se ressemblent.
Le 31 mai 2024, Romain Ughetto un musicien qui fait des reprises de musique en version rock sur YouTube a fait une reprise avec le chanteur Colonel Reyel en personne.

## Classements
| Classement (2011)                       | Meilleure position |
| --------------------------------------- | ------------------ |
| Belgique (Flandre Ultratip 100)         | 38                 |
| Belgique (Wallonie Ultratop 50 Singles) | 9                  |
| Belgique (Wallonie Ultratip 50)         | 19                 |
| France (SNEP)                           | 1                  |

| Classement (2011) | Position |
| ----------------- | -------- |
| France            | 11       |